# Melanargia serena
Melanargia serena är en fjärilsart som beskrevs av Ruggero Verity 1912. Melanargia serena ingår i släktet Melanargia och familjen praktfjärilar. Inga underarter finns listade i Catalogue of Life.